# 短距離防空

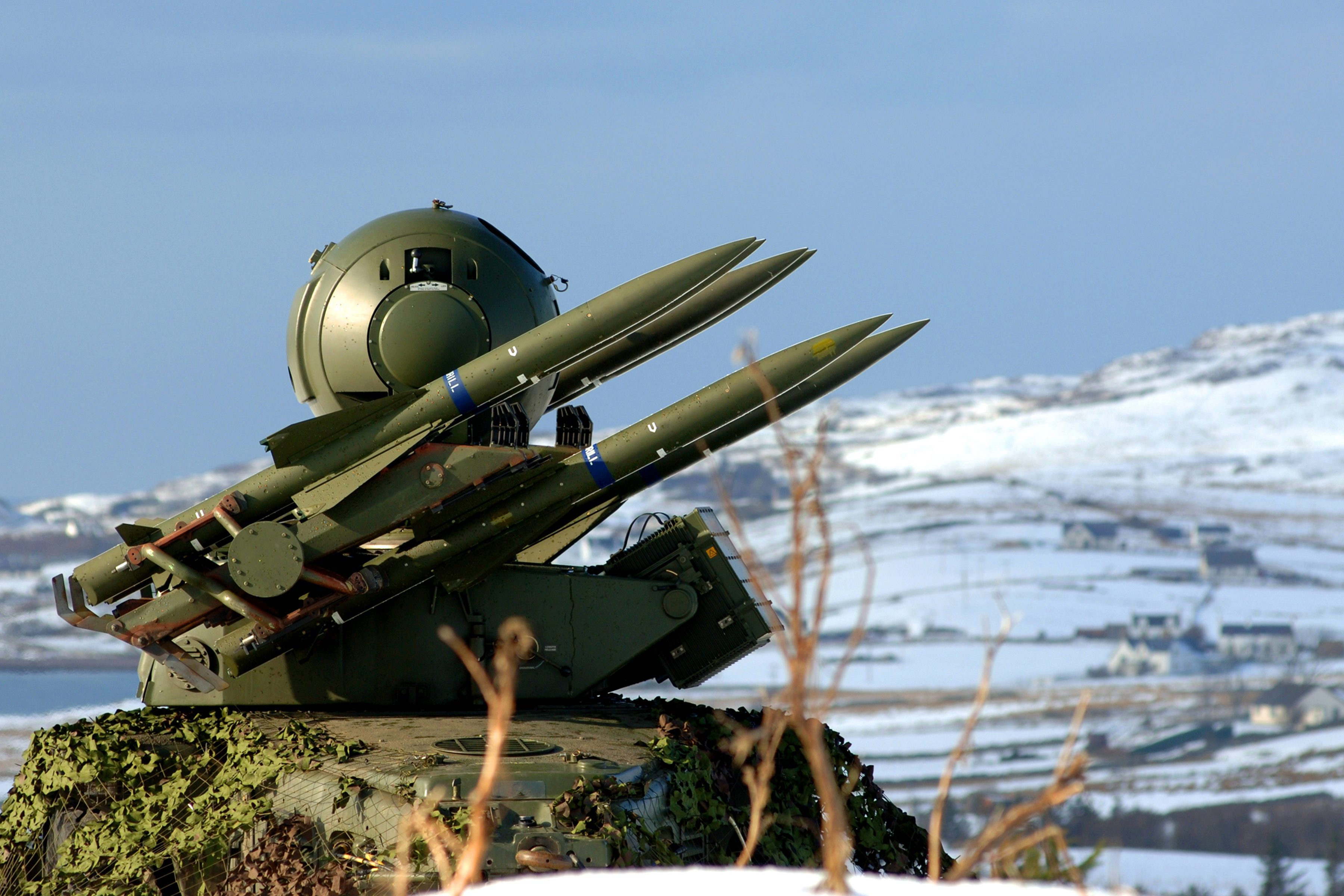
レイピアミサイルシステム

短距離防空（たんきょりぼうくう、英語: Short-range air defense, SHORAD）とは、低高度の経空脅威に対して防空を行う能力のこと。脅威としては回転翼機、固定翼機、巡航ミサイル、無人航空機（UAV）、RAM（ロケット弾・砲弾）が想定されている。

## 概要
SHORADは、縦深防御としての対空戦の内側の層に相当する。ただしどのような対空兵器をSHORADのカテゴリに入れるかは国によって異なっており、例えばアメリカ陸軍・海兵隊ではFIM-92 スティンガーをSHORAD用の兵器として扱っているのに対し、イギリス軍ではSHORADよりも更に低高度を扱う近距離防空（Very short-range air defense, VSHORAD）というカテゴリを設けて、スティンガーを含む携帯式防空ミサイルシステム（MANPADS）はこちらにカテゴライズしており、SHORADというカテゴリはもっと大掛かりなレイピアミサイルシステムなどのためのものとしている。またアメリカ軍では機関砲・重機関銃もSHORAD用兵器として位置づけているのに対し、イギリス軍ではSHORADは地対空ミサイルに対してのみ用いるカテゴリとして、対空砲は射程に関わらず独立したカテゴリとして扱っている。
SHORADの外側での防空をどのように称するかも国によって異なっており、例えばアメリカ陸軍では高・中高度防空 (HIMAD) と称しているのに対し、イギリス軍では中距離および長距離地対空ミサイルと称している。